# Сенгілеївські ГЕС
Сенгілеївські ГЕС — група з чотирьох ГЕС на Невинномиському каналі та річці Єгорлик, у Ставропольському краї.
Складається з:
- Сенгілеївської ГЕС,
- Єгорлицької ГЕС,
- Єгорлицької ГЕС-2
- Новотроїцької ГЕС.

Входить до Кубанського каскаду ГЕС. Сенгілеївські ГЕС розташовані на Невинномиському каналі, забирають воду з річки Кубань із метою зрошення і обводнення земель Ставропольського краю, а також на річці Єгорлик, що використовують як продовження Невинномиського каналу. ГЕС використовують перепади рівнів води на трасі каналу, працюючи в базовій і піковій частині графіка навантажень. Сенгілеївські ГЕС входять до складу філії «Каскад Кубанських ГЕС» ВАТ «РусГідро».
Загальна потужність Сенгілеївських ГЕС — 62,88 МВт, середньорічне вироблення — 227,6 млн кВт·год.

## Ресурси Інтернету
- Сенгілеївські ГЕС на офіційному сайті ВАТ «РусГідро». Архів оригіналу за 12.02.2012. Процитовано 01.01.2011.
- Опис ГЕС Кубанського каскаду. Архів оригіналу за 12.02.2012. Процитовано 01.01.2011.